# إدي مشن
إدي مشن (بالإنجليزية: Eddie Machen)‏ مواليد 15 يونيو 1932 في ردينغ - الوفاة 08 أغسطس 1972 في سان فرانسيسكو، كان ملاكم أمريكي سابق صنّف ضمن فئة الوزن الثقيل.

## وفاته
تم العثور على مشن ميتا في سان فرانسيسكو في 8 أغسطس 1972، على ما يبدو نتيجة سقوطه من نافذة شقة في الطابق الثاني. وكان عمره 40 عاما. ومن غير المعروف ما إذا كان سبب موته انتحارا، حادثا أو جريمة قتل.

## المسيرة الاحترافية
من نزالاته:
- خسر أمام جو فريزر بالضربة الفنية القاضية (1966/11/21).
- انتصر على جيري كواري (1966/07/14).
- خسر أمام إيرني تيريل (1965/03/05).
- خسر أمام فلويد باترسون بالضربة الفنية القاضية (1964/07/05).
- تعادل مع كليفلاند ويليامز (1962/07/10).
- انتصر على براين لندن (1961/10/17).
- خسر أمام هارولد جونسون (ملاكم) (1961/07/01).
- خسر أمام سوني ليستون (1960/09/07).

## إحصائيات
خاض خلال مسيرته 64 نزالا، فاز في 50 وتعادل في 3 وخسر في 11. فاز بالضربة القاضية في 29 نزالا.

## روابط خارجية
- إدي مشن على موقع بوكس ريك (الإنجليزية) (registration required)